# Parietaria mauritanica
Parietaria mauritanica là loài thực vật có hoa trong họ Tầm ma. Loài này được Durieu mô tả khoa học đầu tiên năm 1847.